# 地中海欧罗巴号
地中海欧罗巴号是地中海郵輪旗下的一艘郵輪。 該郵輪由位於法國圣纳泽尔的造船厂建造。  2022年國際足協世界盃期间，地中海欧罗巴号停靠在多哈。2022年12月20日起，地中海欧罗巴号正式投入運營。當時該郵輪从卡塔尔出发，前往其他地方 。 